# Sergej Forenbacher
Sergej Forenbacher (Karlovac, 24. travnja 1921. - Zagreb, 26. svibnja 2010.) bio je hrvatski veterinar, akademik, znanstvenik i planinar. 
Završio je gimnaziju u Zagrebu 1939. Diplomirao je 1946. na Veterinarskom fakultetu u Zagrebu, gdje je 1948. i doktorirao s tezom „Pernazalno sondiranje želuca kod mačke”. Svoju akademsku karijeru gradio je na istom fakultetu, gdje je postao docent 1953., izvanredni profesor 1958., te redoviti profesor 1963. godine. Sedamnaest godina (1960. - 1977.) obnašao je dužnost predstojnika Klinike za unutrašnje bolesti.
Glavno područje njegova znanstvenog rada bila je klinička patologija probave i izmjene tvari domaćih životinja, s posebnim fokusom na poremećaje metabolizma ugljikohidrata i masti, bolesti jetre, te sistemske miopatije i mioglobinuriju. Objavio je više od 200 znanstvenih radova u domaćim i međunarodnim časopisima. Njegovo najznačajnije djelo je „Klinička patologija probave i mijene tvari domaćih životinja” (I-III, 1975. - 1993.). Značajan doprinos dao je i području toksikologije objavom djela „Otrovne biljke i biljna otrovanja životinja” (1998).
Za redovitog člana Jugoslavenske akademije znanosti i umjetnosti (danas HAZU) izabran je 1975. godine. Posebno se istaknuo svojim istraživanjem flore Velebita kao dugogodišnji planinar, kojemu je posvetio 35 godina života, što je rezultiralo knjigom „Velebit i njegov biljni svijet” (1991). Napisao je i „Žumberak: kalendar žumberačke gore” (1995).
Za svoj rad primio je brojne nagrade, među kojima se ističu Republička nagrada za životno djelo (1984.) i dvije nagrade J. J. Strossmayera za najbolju knjigu na području prirodnih (1990.) i medicinskih znanosti (1994). Bio je član više međunarodnih znanstvenih društava te počasni građanin Hannovera.
Hrvatska pošta objavila je dopisnicu u povodu 100. obljetnice rođenja akademika Sergeja Forenbachera 15. studenoga 2021. Bio je višegodišnji član upravnog odbora i predsjednik Filatelističkoga kluba Zagreb te je surađivao s časopisom „Filatelija”.